# Aleksandra Żekowa
Aleksandra Żekowa (bułg. Александра Жекова, ur. 5 października 1987 w Sofii) – bułgarska snowboardzistka specjalizująca się w snowcrossie.

## Kariera
Po raz pierwszy na arenie międzynarodowej pojawiła się 28 marca 2001 roku w Valzoldana, gdzie w zawodach dziecięcych zajęła trzecie miejsce w gigancie równoległym. W 2003 roku wystąpiła na mistrzostwach świata juniorów w Prato Nevoso, zajmując między innymi dziesiąte miejsce w snowcrossie. Jeszcze czterokrotnie startowała na imprezach tego cyklu, najlepsze wyniki osiągając podczas mistrzostw świata juniorów w Bad Gastein w 2007 roku, gdzie była druga w gigancie równoległym i snowcrossie.
W zawodach Pucharu Świata zadebiutowała 7 lutego 2004 roku w Berchtesgaden, zajmując 18. miejsce w snowcrossie. Tym samym już w swoim debiucie wywalczyła pierwsze pucharowe punkty. Na podium zawodów tego cyklu po raz pierwszy stanęła 14 stycznia 2006 roku w Kronplatz, kończąc rywalizację w snowcrossie na trzeciej pozycji. W zawodach tych wyprzedziły ją jedynie Sandra Frei ze Szwajcarii i Francuzka Karine Ruby. Najlepsze wyniki w Pucharze Świata osiągnęła w sezonie 2010/2011, kiedy to zajęła drugie miejsce w klasyfikacji snowboardcrossu. Ponadto była też trzecia w sezonach 2011/2012 i 2013/2014.
Podczas rozgrywanych w 2014 roku igrzysk olimpijskich w Soczi zajęła piąte miejsce. Brała także udział w igrzyskach w Turynie w 2006 roku i igrzyskach olimpijskich w Vancouver cztery lata później, jednak plasowała się poza czołową dziesiątką. Była też między innymi czwarta podczas mistrzostw świata w Kreischbergu w 2015 roku i rozgrywanych dwa lata później mistrzostw świata w Sierra Nevada.

## Osiągnięcia

### Igrzyska olimpijskie
| Miejsce | Dzień     | Rok  | Miejscowość | Konkurencja       | Zwyciężczyni   |
| ------- | --------- | ---- | ----------- | ----------------- | -------------- |
| 25.     | 17 lutego | 2006 | Turyn       | Snowcross         | Tanja Frieden  |
| 22.     | 23 lutego | 2006 | Turyn       | Gigant równoległy | Daniela Meuli  |
| DNF     | 16 lutego | 2010 | Vancouver   | Snowcross         | Maëlle Ricker  |
| 5.      | 16 lutego | 2014 | Soczi       | Snowcross         | Eva Samková    |
| 6.      | 16 lutego | 2018 | Pjongczang  | Snowcross         | Michela Moioli |

### Mistrzostwa świata
| Miejsce | Dzień       | Rok  | Miejscowość   | Konkurencja       | Zwyciężczyni              |
| ------- | ----------- | ---- | ------------- | ----------------- | ------------------------- |
| 29.     | 16 stycznia | 2005 | Whistler      | Snowcross         | Lindsey Jacobellis        |
| DSQ     | 18 stycznia | 2005 | Whistler      | Gigant równoległy | Manuela Riegler           |
| 43.     | 19 stycznia | 2005 | Whistler      | Slalom równoległy | Daniela Meuli             |
| 15.     | 14 stycznia | 2007 | Arosa         | Snowcross         | Lindsey Jacobellis        |
| 33.     | 16 stycznia | 2007 | Arosa         | Gigant równoległy | Jekatierina Tudiegieszewa |
| 13.     | 17 stycznia | 2007 | Arosa         | Slalom równoległy | Heidi Neururer            |
| 8.      | 18 stycznia | 2009 | Gangwon       | Snowcross         | Helene Olafsen            |
| 19.     | 20 stycznia | 2009 | Gangwon       | Gigant równoległy | Marion Kreiner            |
| 20.     | 21 stycznia | 2009 | Gangwon       | Slalom równoległy | Fränzi Mägert-Kohli       |
| 14.     | 18 stycznia | 2011 | La Molina     | Snowcross         | Lindsey Jacobellis        |
| 18.     | 26 stycznia | 2013 | Stoneham      | Snowcross         | Maëlle Ricker             |
| 4.      | 16 stycznia | 2015 | Kreischberg   | Snowcross         | Lindsey Jacobellis        |
| 4.      | 12 marca    | 2017 | Sierra Nevada | Snowcross         | Lindsey Jacobellis        |

### Puchar Świata

#### Miejsca w klasyfikacji snowcrossu
- sezon 2003/2004: 56.
- sezon 2004/2005: 40.
- sezon 2005/2006: 15.
- sezon 2006/2007: 6.
- sezon 2007/2008: 10.
- sezon 2008/2009: 8.
- sezon 2009/2010: 6.
- sezon 2010/2011: 2.
- sezon 2011/2012: 3.
- sezon 2012/2013: 6.
- sezon 2013/2014: 3.
- sezon 2014/2015: 11.
- sezon 2015/2016: 7.
- sezon 2016/2017: 8.
- sezon 2017/2018: 7.

#### Zwycięstwa w zawodach
1. Arosa – 24 marca 2011 (snowcross)
2. Arosa – 25 marca 2011 (snowcross)
3. Veysonnaz – 5 marca 2016 (snowcross)

#### Pozostałe miejsca na podium w zawodach
1. Kronplatz – 14 stycznia 2006 (snowcross) - 3. miejsce
2. Furano – 16 lutego 2007 (Gigant równoległy) - 3. miejsce
3. Lake Placid – 11 marca 2007 (snowcross) - 2. miejsce
4. Valmalenco – 13 marca 2008 (snowcross) - 2. miejsce
5. Chapelco – 12 września 2009 (snowcross) - 2. miejsce
6. Lech – 8 grudnia 2010 (snowcross) - 3. miejsce
7. Telluride – 17 grudnia 2010 (snowcross) - 2. miejsce
8. Veysonnaz – 19 stycznia 2012 (snowcross) - 2. miejsce
9. Veysonnaz – 22 stycznia 2012 (snowcross) - 3. miejsce
10. Blue Mountain – 8 lutego 2012 - (snowcross) - 2. miejsce
11. Valmalenco – 14 marca 2012 (snowcross) - 2. miejsce
12. Telluride – 14 grudnia 2012 (snowcross) - 3. miejsce
13. Vallnord-Arinsal – 11 stycznia 2014 (snowcross) - 2. miejsce
14. Veysonnaz – 11 marca 2014 (snowcross)  - 3. miejsce

- W sumie (3 zwycięstwa, 8 drugich i 6 trzecich miejsc).